# Taurus Awards 2010
Die Taurus Awards 2010 waren die neunte Verleihung des Taurus Award, eine US-amerikanische Auszeichnung für Filmstunts, welche am 15. Mai 2010 erneut wie seit 2003 bei Paramount Pictures stattfanden.

## Verleihung
Mehr als 800 Stuntleute nahmen an der Veranstaltung teil. Als größter Gewinner ging die Filmproduktion Fast & Furious – Neues Modell. Originalteile. aus der Verleihung hervor. Der Taurus Lifetime Achievement Award wurde an den Stuntman Jophery Brown vergeben, der in mehr als 30 Jahren an der Produktion von über 400 Spielfilmen und Fernsehshows beteiligt war. Bei den Taurus Awards 2004 war er bereits für eine Stuntszene in Bad Boys II in der Kategorie Bester Fahrzeugstunt ausgezeichnet worden.

## Gewinner und Nominierte
Der Taurus Award wird jährlich in wechselnden Kategorien vergeben. Im Jahr 2010 erfolgt die Verleihung in folgenden Kategorien.
Zeitleiste der Kategorien des Taurus Award
Die Auszeichnungen wurden wie seit 2003 üblich in neun Kategorien verliehen, in denen insgesamt 27 verschiedene Filme nominiert wurden. Dabei wurde der Film Star Trek mit fünf Nominierungen am häufigsten nominiert. Mit zwei Auszeichnungen erhielt Fast & Furious – Neues Modell. Originalteile. die meisten Taurus Awards.
Folgende Filme des Vorjahres wurden 2010 nominiert sowie mit dem Taurus Award ausgezeichnet.
| Kategorie (Englische Originalbezeichnung)                                 | Nominierte Filme (Gewinner fett markiert)                                     |
| ------------------------------------------------------------------------- | ----------------------------------------------------------------------------- |
| Beste Kampfszene (Best Fight)                                             | Fighting                                                                      |
| Beste Kampfszene (Best Fight)                                             | Lasko – Die Faust Gottes                                                      |
| Beste Kampfszene (Best Fight)                                             | Ninja Assassin                                                                |
| Beste Kampfszene (Best Fight)                                             | Obsessed                                                                      |
| Beste Kampfszene (Best Fight)                                             | Watchmen – Die Wächter                                                        |
| Bester Feuerstunt (Best Fire)                                             | Final Destination 4                                                           |
| Bester Feuerstunt (Best Fire)                                             | Freitag der 13.                                                               |
| Bester Feuerstunt (Best Fire)                                             | Gamer                                                                         |
| Bester Feuerstunt (Best Fire)                                             | Sherlock Holmes                                                               |
| Bester Feuerstunt (Best Fire)                                             | Star Trek                                                                     |
| Bester Stunt in der Höhe (Best High Work)                                 | Obsessed                                                                      |
| Bester Stunt in der Höhe (Best High Work)                                 | Radio Rock Revolution                                                         |
| Bester Stunt in der Höhe (Best High Work)                                 | Push                                                                          |
| Bester Stunt in der Höhe (Best High Work)                                 | Sherlock Holmes                                                               |
| Bester Stunt in der Höhe (Best High Work)                                 | Star Trek                                                                     |
| Bester Fahrzeugstunt (Best Work With A Vehicle)                           | Fast & Furious – Neues Modell. Originalteile.                                 |
| Bester Fahrzeugstunt (Best Work With A Vehicle)                           | Fast & Furious – Neues Modell. Originalteile.                                 |
| Bester Fahrzeugstunt (Best Work With A Vehicle)                           | G.I. Joe – Geheimauftrag Cobra                                                |
| Bester Fahrzeugstunt (Best Work With A Vehicle)                           | Die Entführung der U-Bahn Pelham 123                                          |
| Bester Fahrzeugstunt (Best Work With A Vehicle)                           | X-Men Origins: Wolverine                                                      |
| Bester Spezialstunt (Best Specialty Stunt)                                | Zwölf Runden                                                                  |
| Bester Spezialstunt (Best Specialty Stunt)                                | Star Trek                                                                     |
| Bester Spezialstunt (Best Specialty Stunt)                                | Surrogates – Mein zweites Ich                                                 |
| Bester Spezialstunt (Best Specialty Stunt)                                | Terminator: Die Erlösung                                                      |
| Bester Spezialstunt (Best Specialty Stunt)                                | Transformers – Die Rache                                                      |
| Härtester Schlag (Hardest Hit)                                            | I Love You, Beth Cooper                                                       |
| Härtester Schlag (Hardest Hit)                                            | Ninja Assassin                                                                |
| Härtester Schlag (Hardest Hit)                                            | Push                                                                          |
| Härtester Schlag (Hardest Hit)                                            | Star Trek                                                                     |
| Härtester Schlag (Hardest Hit)                                            | Die Entführung der U-Bahn Pelham 123                                          |
| Bester Stunt einer Frau (Best Overall Stunt By A Stunt Woman)             | Fast & Furious – Neues Modell. Originalteile.                                 |
| Bester Stunt einer Frau (Best Overall Stunt By A Stunt Woman)             | G.I. Joe – Geheimauftrag Cobra                                                |
| Bester Stunt einer Frau (Best Overall Stunt By A Stunt Woman)             | I Love You, Beth Cooper                                                       |
| Bester Stunt einer Frau (Best Overall Stunt By A Stunt Woman)             | Obsessed                                                                      |
| Bester Stunt einer Frau (Best Overall Stunt By A Stunt Woman)             | Surrogates – Mein zweites Ich                                                 |
| Bester Stuntkoordinator (Best Stunt Coordinator And/Or 2nd Unit Director) | Avatar – Aufbruch nach Pandora                                                |
| Bester Stuntkoordinator (Best Stunt Coordinator And/Or 2nd Unit Director) | Fast & Furious – Neues Modell. Originalteile.                                 |
| Bester Stuntkoordinator (Best Stunt Coordinator And/Or 2nd Unit Director) | G.I. Joe – Geheimauftrag Cobra                                                |
| Bester Stuntkoordinator (Best Stunt Coordinator And/Or 2nd Unit Director) | Star Trek                                                                     |
| Bester Stuntkoordinator (Best Stunt Coordinator And/Or 2nd Unit Director) | Die Entführung der U-Bahn Pelham 123                                          |
| Bester Stunt in einem ausländischen Film (Best Action In A Foreign Film)  | Beck (Schweden)                                                               |
| Bester Stunt in einem ausländischen Film (Best Action In A Foreign Film)  | Interceptor (Zapreshchyonnaya realnost) (Russland)                            |
| Bester Stunt in einem ausländischen Film (Best Action In A Foreign Film)  | Lasko – Die Faust Gottes (Staffel 1, Folge 1: Flug 691) (Deutschland)         |
| Bester Stunt in einem ausländischen Film (Best Action In A Foreign Film)  | Lasko – Die Faust Gottes (Staffel 1, Folge 2: Der Weg nach Rom) (Deutschland) |
| Bester Stunt in einem ausländischen Film (Best Action In A Foreign Film)  | Wallander: Die Brandmauer (Schweden)                                          |